# Christmas Who?
«Christmas Who?» (с англ. — «Рождество — это кто?») — двадцать восьмая серия второго сезона мультсериала «Губка Боб Квадратные Штаны», также это первый специальный выпуск. Серия также известна под названием «The SpongeBob Christmas Special» (с англ. — «Специальный рождественский выпуск Губки Боба»).

## Сюжет
Пират Пэтчи подготовил свой дом к Рождеству и рассказывает зрителям историю, как Губка Боб рассказал всем о Рождестве(он даже рассказывал суть этого и от письма присланный "имя и адрес непонятен"). Однажды Губка Боб хотел неожиданно подкрасться к Сэнди и заняться карате. Но он увидел, что Сэнди повесила на дуб электрическую гирлянду и включила её. В жизни такого не видев, Губка Боб решает, что это пожар, и выплёскивает на Сэнди ведро воды. Сэнди не понимает, зачем тот это сделал, и рассказывает ему, что такое Рождество.
На следующий день Губка Боб рассказывает Сквидварду, Патрику и мистеру Крабсу то же, что рассказала Сэнди. Все поверили в Санта-Клауса (кроме Сквидварда). После этого Губка Боб изобретает автомат, выбрасывающий бутылки с пожеланиями жителей Бикини-Боттома на поверхность. Все пишут свои желания, засовывают в бутылки и несут Губке Бобу (кроме Сквидварда).
Губка Боб и Патрик украшают весь Бикини-Боттом, даже дом Сквидварда (вопреки его желанию). Ночью Сквидвард собирался было спать, но тут весь Бикини-Боттом запел песенку «Санта, к нам поскорей слетай, с нами справь Рождество!». Пропев это до утра и не дождавшись Санты, все ругают Губку Боба и уходят. Сквидвард выходит из дома и издевается над Губкой Бобом, посмеиваясь: «Счастливого Рождества!» Губка Боб впадает в истерику и дарит Сквидварду кларнет, который тот подготовил кальмару заранее, чтобы ему «не было скучно, когда Санта прилетит». Сквидвард в восхищении. Ему становится стыдно (просто он понял, что чувствует себя ослом за издевательства над своим соседом и поступки, означавшие, что он не верил ему), и он переодевается Санта-Клаусом, чтобы хоть как-то утешить Губку Боба. Но Губка Боб, увидев Санту, рассказал об этом жителям Бикини-Боттома, жаждущим своих подарков. Делать нечего — Сквидварду приходится раздавать свои вещи. После того, как он выполнил своё дело, он получает письмо в бутылке от Санты — благодарность за его слаженную работу. В этот момент он видит Санта-Клауса своими глазами и признаёт, что он сошёл с ума.
Тем временем пират Пэтчи после «небольшой игры» получает подарок от Потти и просит зрителей поцеловать его. Потти ему мешает, и рассказчик говорит, что Пэтчи «занят», и поэтому желает зрителям счастливых Рождества и каникул за него.

## Выпуск
Серия «Рождество — это кто?» была первоначально показана 6 декабря 2000 года. Она была позже выпущена на DVD под тем же самым названием в конце 2003 года. Специальные функции DVD включали в себя комментарии от авторов.

## Отношение критиков и публики
Серия получила положительные отзывы. Критик с «Reviewstream.com» назвал её «Большой историей праздничного духа», так как он этот событийный момент из жизни Губки Боба занял 10 место из 10.

## Роли
| Персонаж                   | Оригинальное озвучивание                                               |
| -------------------------- | ---------------------------------------------------------------------- |
| Губка Боб Квадратные Штаны | Том Кенни                                                              |
| улитка Гэри                | Том Кенни                                                              |
| Пират Пэтчи                | Том Кенни                                                              |
| Патрик Стар                | Билл Фагербакки                                                        |
| Сквидвард Тентаклс         | Роджер Бампасс                                                         |
| Юджин Крабс                | Клэнси Браун (голос) Ди Брэдли Бейкер (соло)                           |
| Сэнди Чикс                 | Кэролин Лоуренс                                                        |
| Шелдон Планктон            | Мистер Лоуренс                                                         |
| Санта-Клаус                | Майкл Белл                                                             |
| Попугай Потти              | Стивен Хилленберг                                                      |
| Фред                       | Мистер Лоуренс                                                         |
| Певцы                      | Том Кенни Билл Фагербакки Роджер Бампасс Клэнси Браун Ди Брэдли Бейкер |
| Режиссёр                   | Стивен Хилленберг                                                      |
| Пират на картине           | Патрик Пинни                                                           |
| Девушка                    | Сирена Ирвин                                                           |